# Mont Shakka
Le mont Shakka (釈迦ヶ岳, Shakka-ga-take) est une montagne culminant à 1 800 m d'altitude dans les monts Ōmine à la limite entre les villages de Totsukawa et Shimokitayama dans le district de Yoshino de la préfecture de Nara au Japon.